# Emile Brunel Studio and Sculpture Garden

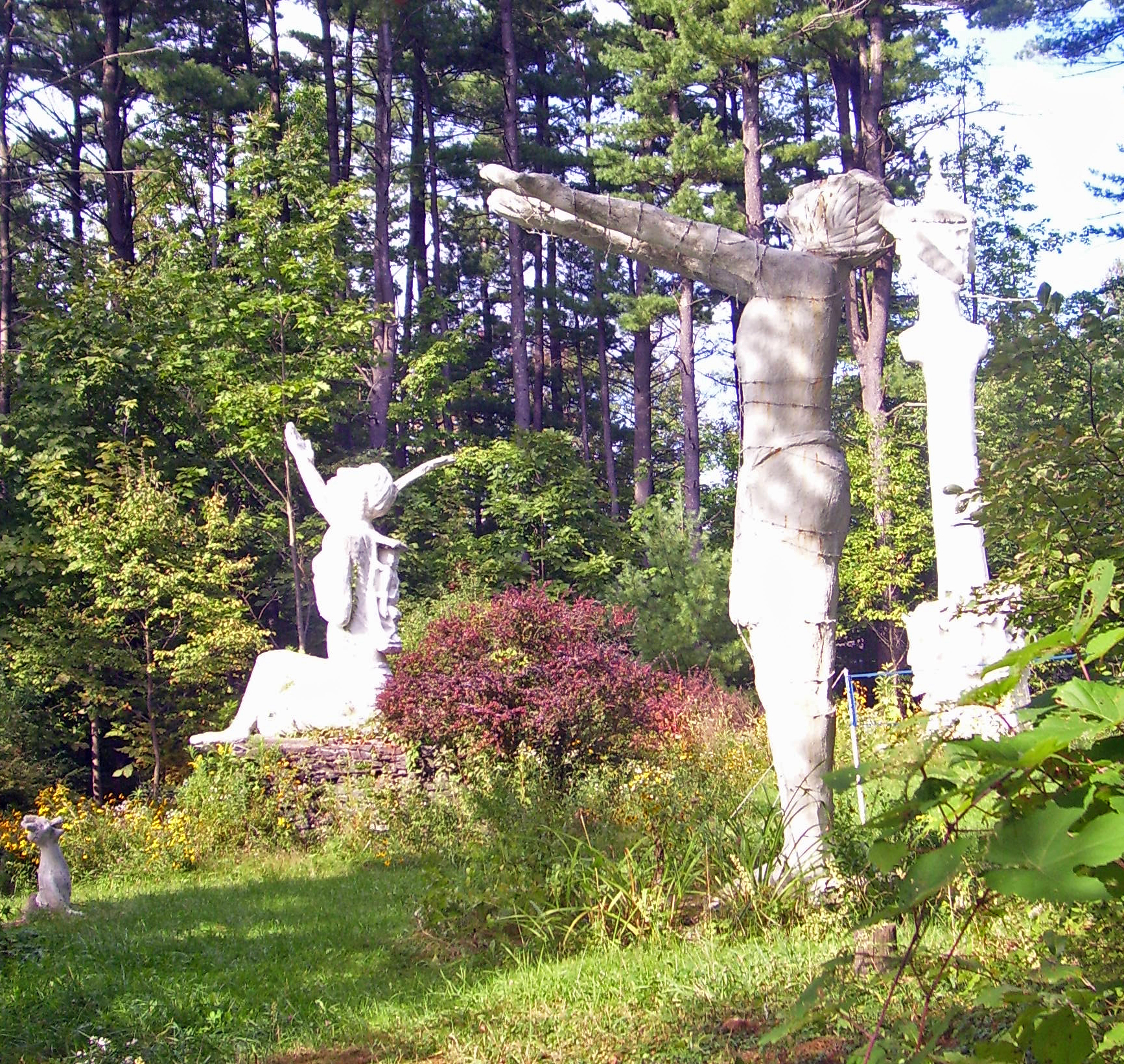
Natache (links), Moon Haw Haw und Great White Spirit (2008)

Der Emile Brunel Sculpture Garden and Studio, oder auch als Totem Indian Trading Post und Brunel Park bekannt, ist ein Skulpturengarten mit drei Gebäuden und sieben Skulpturen an der Da Silva Road in Boiceville, New York.
Brunel war ein französischer Einwanderer und Künstler, der sich während seiner Reisen im Westen der Vereinigten Staaten am Anfang des 20. Jahrhunderts für die Kunst der Indianer faszinierte. Nach einer erfolgreichen Laufbahn als Fotograf kaufte er ein Stück Land in den Catskills und erbaute darauf eine Ferieneinrichtung, das mit Skulpturen dekoriert war, deren Stil sich an der indianischen Kunst orientierte. Die Einrichtung wurde geschlossen, als die Route 28 am Ende des Zweiten Weltkriegs verbreitert wurde, doch der Skulpturengarten blieb erhalten und eine populäre Attraktion am Wegesrand.
1929 hatte sich Brunel ein Haus mit Atelier auf dem Grundstück gebaut. Der Stil orientierte sich an den europäischen Bauernhäusern, was architektonisch für diese Gegend sehr ungewöhnlich war. Seine Frau und seine Tochter unterhielten den Skulpturengarten auch nach dem Tod Brunels im Jahr 1944 und betrieben bis 1985 einen Andenkenladen. Das Haus des Künstlers und dessen Studio sind historisch intakt und wurden 1999 dem National Register of Historic Places hinzugefügt.

## Anwesen
Das Atelier und der Skulpturengarten befinden sich auf einem 5300 m² großen Grundstück an der Kreuzung von Da Silva Road und Route 28, etwa einen Kilometer südlich des Weilers Boiceville. Das Gebiet ist überwiegend bewaldet und das Gelände fällt westwärts zum Esopus Creek sanft ab. Es gibt einige andere Gebäude auf dem Gelände der früheren Ferieneinrichtung. Diese liegen etwas weiter bergauf und östlich sowie südlich an der Route 28. Das Land auf der anderen Seite der Landstraße ist unbebaut, da es dem New York City Department of Environmental Protection gehört und als Pufferzone für das südlich gelegene Ashokan Reservoir dient.
Auf dem Grundstück befinden sich sieben Objekte (die Skulpturen und Totempfähle sind nach den Kriterien für die Einstufung in das National Register Kunstobjekte) und drei Gebäude, das Atelier, einen Schuppen und ein Blockhaus auf der anderen Seite der Da Silva Road. Das letztere wurde 1960 als Andenkenladen erbaut und war deswegen nicht alt genug, um als beitragend für den historischen Wert des Anwesens zu gelten.

### Atelier

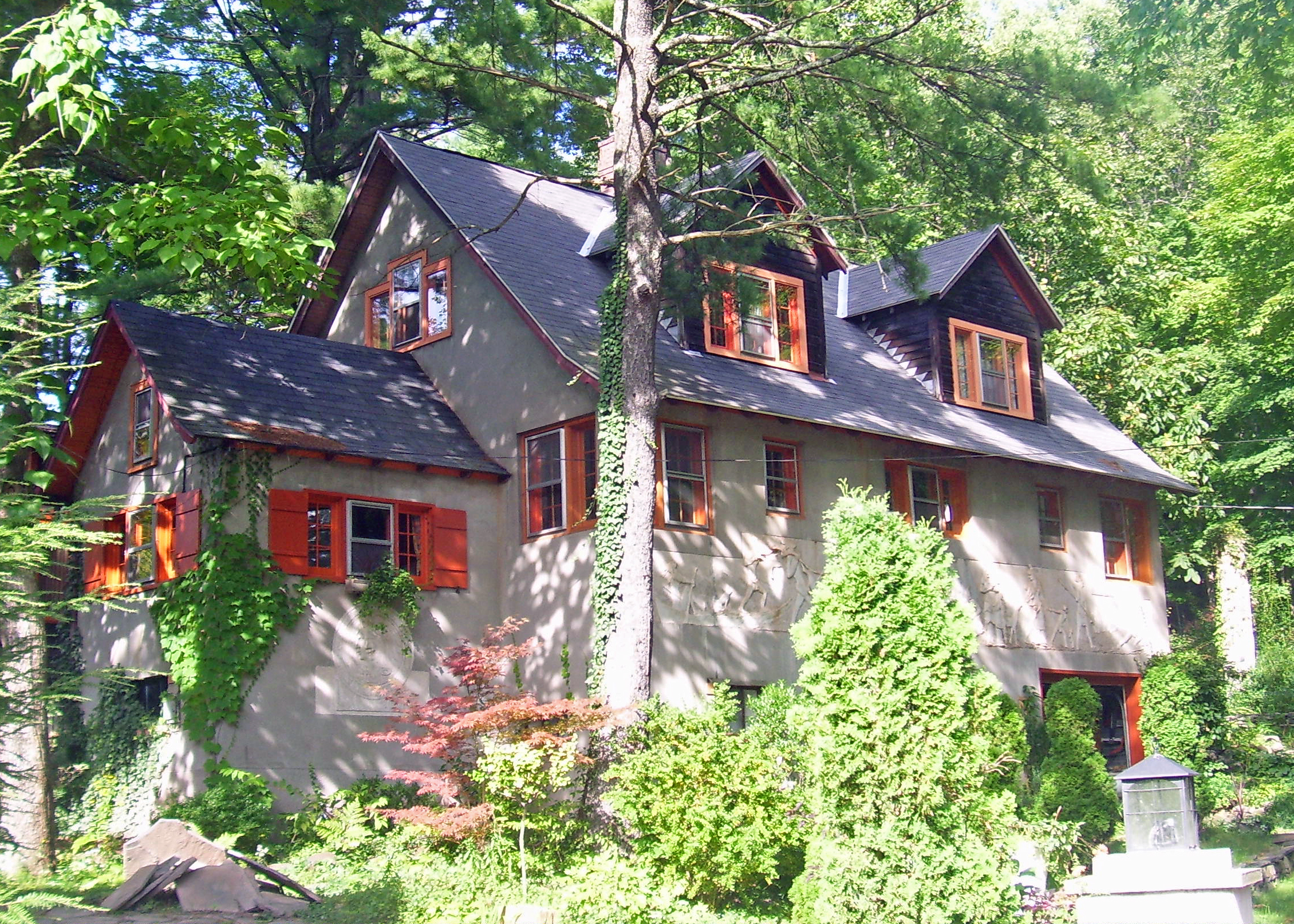
Süd- und Westseite des Ateliers (2008)

Das Atelier auf der Westseite der Da Silva Road ist ein zweistöckiges in Holzständerbauweise gebautes Gebäude, dessen Keller freigestellt ist. Die Fassade besteht aus Rauputz; darin sind Reliefe mit indianischen Motiven integriert, außerdem ein Profil von Brunel und seiner Frau mit der Inschrift „Le don de Dieu“ (französisch für „das Geschenk Gottes“). Auf dem Satteldach mit einer weit überhängenden Dachtraufe sitzen an der Südseite zwei Erkerfenstern mit Giebeln. Die Fensteranordnung ist unregelmäßig und damit asymmetrisch.
Im Innern besteht das Haus im Erdgeschoss aus einer Dunkelkammer, einer Garage und einem Lagerraum. Darüber befinden sich ein Esszimmer, die Küche und das Wohnzimmer, die Schlafzimmer sind in der Attika untergebracht. Das Umfeld des offenen Kamins im Erdgeschoss ist verputzt; hier sind große Vögel eingraviert. Die Innenausstattung aus Faserplatten, einfachen Formteilen, der Balkendecke sowie den eingebauten Kabinettschränken ist ursprünglich.

### Skulpturengarten
Ein kurzer Weg westlich des Hauses steigt leicht zu dem nahegelegenen Skulpturengarten an. Dieser wird von drei großen Skulpturen dominiert, die aus in Form gebrachten Maschendraht bestehen, der dann mit Steinen gefüllt und schließlich mit Beton verkleidet wurde. Südlich des Gartens steht die neun Meter hohe männliche Steinfigur Moon Haw Haw, die an der Rückseite ihres Kopfes eine einzelne Feder hat und, mit ausgestreckten Armen und nach oben gerichteten Handflächen, zum Himmel über der Burroughs Range im Westen blickt. Ergänzt wird sie durch Natache, eine ähnlich gestaltete sitzende weibliche Figur, die eine Hand empor hält. Auf ihrem Rücken befindet sich ein Kleinkind in einem Tragegestell.
Die dritte Skulptur, The Great White Spirit, befindet sich in der Nordecke. Es handelt sich um einen Baum mit gespreizten Wurzeln, der genauso hoch ist, wie Moon Haw Haw. An seinem oberen Ende symbolisieren vier Gesichter die Weltreligionen Buddhismus, Christentum, Islam und Judentum. Ihnen entsprechen vier Gesichtern am Fuß der Skulptur, welche die Sünden Eifersucht, Gier, Hass und Lust verkörpern. Die Arbeit war Brunels letztes Werk und ist auch sein Grabstein, da darin seine Asche eingeschlossen ist.
Es gibt zwei große Totempfähle, die in ähnlicher Weise gestaltet sind. Ein dritter ist umgestürzt und teilweise verschüttet. Kleinere Skulpturen, darunter ein nistender Pelikan und ein sitzender Häuptling befinden sich außerdem in dem Skulpturengarten.

## Geschichte
Der in Châteauneuf geborene Brunel kam 1904 im Alter von 30 Jahren in die Vereinigten Staaten. Er ging in den Westen der Vereinigten Staaten, wo er sich einige Jahre als wandernder Maler durchschlug, wobei er sich auf Szenen des verblassenden Wilden Westens konzentrierte und Schilder oder Plakate für Zirkusse und Whiskeyproduzenten schuf. Schon kurz nach seiner Ankunft traf er seine künftige Frau, Gladyse McCloud, ein damals 14-jähriges Mädchen, das als Karikaturistin in einem dieser Zirkusunternehmen arbeitete. Er versprach ihr, sie zu holen, sobald er Erfolg erreicht hatte.
Er wendete sich der Fotografie zu und wählte die Indianer als Hauptsubjekt seines Schaffens. Als sich seine Photographien zu verkaufen begannen, kehrte er nach New York City zurück. Hier kam er mit der frühen Filmindustrie in Berührung, als er Cecil B. DeMille traf, mit dem er später arbeitete. Er produzierte den Film The Hand of God, in dem er auch Regie führte. Brunel gründete das New York Institute of Photography und perfektionierte Entwicklungsverfahren.
Darauf aufbauend begann er für das New York Times Magazine als Pressefotograf zu arbeiten und eröffnete eine Kette von Fotostudios in der Stadt. Somit war er erfolgreich geworden und holte Gladyse, die immer noch ein Teenager war, zu sich. Sodann heirateten die beiden.
Sein Erfolg erlaubte es ihm 1918, das Land um ein bestehendes Hotel in den Catskills zu kaufen. Schließlich besaß er 31 Hektar Land um das heutige Gelände, das er mit der Bezeichnung Chalet Indien betrieb. Er baute Anlagen für Tennis und Croquet, Reitwege und der örtlichen Überlieferung zufolge das erste Schwimmbecken in Olympiagröße des Ulster Countys.
Das Resort war sehr erfolgreich und viele bekannte Personen waren zu Gast, wozu auch seine Lage an der New York State Route 28 beitrug, die sich hier auf dem Weg zu den Adirondacks durch die Catskills windet. Zur damaligen Zeit war der Automobiltourismus in dessen Anfangsphase. Brunel stellte indianische Kunst und Artefakte aus, die er selbst während seines Aufenthaltes im Westen gesammelt hatte. Hinzu kamen seine eigenen Skulpturen, mit denen er in den Jahren nach dem Erwerb des Landes begonnen hatte. 1929 erbaute er ein Wohnhaus mit Atelier im Stil des Arts and Crafts Movements, wobei er die Erinnerung an die Farmhäuser seines Geburtslandes Frankreich wachrief. Dieses Haus war für New York ungewöhnlich, da die meisten älteren Häuser die niederländische und englische vernakuläre Architektur widerspiegelten.
Chalet Indien war mehr als zwei Jahrzehnte prosperierend, doch 1944 führten zwei Ereignisse zum Niedergang. Der Bundesstaat gab bekannt, dass er plante, die Route 28 zu verlegen, wodurch die Zukunft der Anlage beeinträchtigt wurde – und Brunel starb. Noch vor dem Ende des Zweiten Weltkrieges im Jahr darauf wurde das Resort geschlossen.
Die gemeinsame Tochter von Gladyse und Brunels setzte den Verkauf von Waren fort, die von örtlichen Indianerstämme hergestellt wurden. Sie parzellierte das Grundstück und verkaufte diese und fasten die auf dem Gelände verteilten Skulpturen in ihrem Garten zusammen. Außerdem erbaute sie um 1960, neun Jahre nach dem Tod der Mutter, die Blockhütte, die als Lager diente. Die Tochter führte den Laden noch bis zu ihrem Tod im Jahr 1985; bis 1987 setzte die Enkelin die Aktivität fort und verkaufte schließlich. Das Geschäft war noch etwa zehn Jahre geöffnet, wurde aber um die Jahrtausendwende geschlossen. Seitdem wurde es nicht wiedereröffnet.